# 第28回ロサンゼルス映画批評家協会賞
第28回ロサンゼルス映画批評家協会賞は、ロサンゼルス映画批評家協会によって2002年の映画に贈られた映画賞である。

## 受賞
- 主演男優賞: 
  - ジャック・ニコルソン – 『アバウト・シュミット』
  - ダニエル・デイ＝ルイス – 『ギャング・オブ・ニューヨーク』

- 主演女優賞:
  - ジュリアン・ムーア – 『エデンより彼方に』、『めぐりあう時間たち』

- アニメ映画賞:
  - 『千と千尋の神隠し』

- 撮影賞:
  - エドワード・ラックマン - 『エデンより彼方に』

- 監督賞: 
  - ペドロ・アルモドバル - 『トーク・トゥ・ハー』

- ドキュメンタリー賞: 
  - The Cockettes

- 作品賞:
  - 『アバウト・シュミット』

- 外国映画賞:
  - 『天国の口、終りの楽園。』 ( メキシコ)

- 音楽賞: 
  - エルマー・バーンスタイン - 『エデンより彼方に』

- 美術賞:
  - ダンテ・フェレッティ - 『ギャング・オブ・ニューヨーク』

- 脚本賞:
  - アレクサンダー・ペイン、ジム・テイラー - 『アバウト・シュミット』

- 助演男優賞: 
  - クリス・クーパー - 『アダプテーション』

- 助演女優賞: 
  - イーディ・ファルコ - 『サンシャイン・ステイト』

- 生涯功労賞:
  - アーサー・ペン

- ニュー・ジェネレーション賞:
  - リン・ラムジー